# Клыков, Геннадий Андреевич
Генна́дий Андре́евич Клы́ков (13 сентября 1934, Сталинград — 30 августа 2011, Челябинск) — педагог-хореограф, заслуженный артист Российской Федерации (2000), заслуженный работник высшей школы Российской Федерации (2010), профессор (2010). Специалист в области русского народного танцевального искусства.

## Биография
Окончил Московский государственный университет культуры и искусств по специальности «Режиссура балета». С 1970 года — ассистент, старший преподаватель, доцент кафедры хореографии Челябинского государственного института культуры. С 1997 года — заведующий отделением, а с 2006 года — декан факультета народного художественного творчества Челябинского государственного педагогического университета.
Похоронен на Преображенском кладбище г. Челябинска.

## Педагогическая деятельность
Среди выпускников Г. А. Клыкова — педагоги хореографических училищ и вузов культуры и искусства, в том числе 1 профессор и 17 доцентов, работающие в Челябинске, Вологде, Оренбурге, Барнауле, Кургане, Улан-Удэ и др.
На факультете, возглавлявшемся Г. А. Клыковым, обучаются студенты из России, Казахстана, Японии, США и других стран.

## Творчество
Г. А. Клыковым подготовлены концертные программы, в том числе: Волжского народного хора (г. Самара), Государственного уральского народного хора (г. Екатеринбург), Государственного ансамбля песни и танца Коми АССР (г. Сыктывкар).
Репертуар сформированный для Челябинского ансамбля танца «Малахит» получил признания в Польше, Австрии, Болгарии. Народные танцы, поставленные с ансамблем «Геолог» (г. Тюмень) были удостоены наград в Германии, Венгрии и США.
С 1995 по 1999 гг. — режиссёр и балетмейстер-постановщик Областного театрализованного представления «Русский хоровод».
Главный балетмейстер и постановщик Областного праздника казачьего танца «Казачий круг».

## Награды и звания
- Заслуженный артист Российской Федерации (2000) — за заслуги в области искусства[1]
- Заслуженный работник высшей школы Российской Федерации (2010)